# 드래곤 스타디움
드래곤 스타디움(Dragon Stadium)은 미국의 다목적 경기장이다. 텍사스주 사우스레이크에 위치하고 있으며 과거 MLS의 참가 클럽 댈러스 번의 홈 경기장이다.